# True Story (Twice as Much)
True Story is een nummer van het Britse zangduo Twice as Much uit 1966.
Het lied is geschreven door beide leden van het duo, Dave Skinner en Andrew Rose, en geproduceerd door Rolling Stones-manager Andrew Oldham. Het werd in december van dat jaar uitgebracht als opvolger van de single Sittin' on a Fence uit de zomer van 1966. True Story behaalde begin 1967 de dertiende plaats in de Nederlandse Top 40. Het bleek de laatste hitsingle van het duo te zijn.

## NPO Radio 2 Top 2000
| Nummer met noteringen in de NPO Radio 2 Top 2000 | '99  | '00 | '01  | '02  | '03-'04 | '05  |
| ------------------------------------------------ | ---- | --- | ---- | ---- | ------- | ---- |
| True Story                                       | 1298 | -   | 1735 | 1726 | -       | 1932 |

1. ↑  Een '-' betekent dat het nummer niet was genoteerd en een vetgedrukt getal geeft de hoogste notering aan.
2. ↑  Deze tabel is bijgewerkt tot en met de laatste editie (2024).